# Henrik Tikkanen
Georg Henrik Tikkanen (født 9. september 1924 i Helsingfors, Finland – død 19. maj 1984 i Esbo, Finland) var finlandssvensk tegner og forfatter. Han var 1949–1962 gift med Lia Tikkanen og fra 1963 gift med forfatteren Märta Tikkanen.
Tikkanen hade ingen egentlig kunstnerisk uddannelse. Allerede som teenager tegnede han til ugeblade og børnebøger. Han tegnede serien "Konrad" som blev trykt i Svenska Pressen. I årene 1947–67 var Tikkanen klummeskriver og tegner i Hufvudstadsbladet og fra 1967 i den finsksprogede avis Helsingin Sanomat og i Dagens Nyheter fra 1977. Kendte er især Tikkanens tegninger fra Helsingfors og skærgården, i hvilke han i en enkel streg skildrede natur og storbyliv.
Tikkanen er også kendt for sit forfatterskab, hvor han skrev en række selvbiografiske bøger, blandt andet Brändövägen 8, hvori han gjorde op med sin borgerlige finlandssvenske baggrund og sin deltagelse i Fortsættelseskrigen 1941–44. 

## Priser og udmærkelser
- Eino Leino-priset 1975